# Metahygrobiella macgregorii
Metahygrobiella macgregorii là một loài rêu tản trong họ Cephaloziaceae. Loài này được (Stephani) R.M. Schust. miêu tả khoa học lần đầu tiên năm 1961.